# Husina Kobugabe
Husina Kobugabe, née le 21 mars 2001, est une joueuse ougandaise de badminton.

## Carrière
Husina Kobugabe est médaillée de bronze en double dames  avec Gladys Mbabazi aux Championnats d'Afrique de badminton 2020 au Caire. Elle est médaillée de bronze au Championnat d'Afrique de badminton par équipes mixtes 2021 ainsi qu'en doubles dames avec Gladys Mbabazi aux Championnats d'Afrique de badminton 2021 puis médaillée d'argent aux Championnats d'Afrique de badminton par équipes 2022 et médaillée de bronze en simple dames aux Championnats d'Afrique de badminton 2022 à Kampala. Elle est médaillée de bronze en simple dames ainsi qu'en double dames avec Gladys Mbabazi aux Championnats d'Afrique de badminton 2023 à Johannesbourg. Elle est médaillée d'argent en double dames avec Gladys Mbabazi aux Championnats d'Afrique de badminton 2024 au Caire ainsi que médaillée d'argent aux Championnats d'Afrique de badminton par équipes 2024.
Elle remporte aux Jeux africains de 2023 à Accra la médaille d'argent en simple dames et la médaille d'or en double dames avec Gladys Mbabazi.
Elle est médaillée de bronze en simple dames aux Championnats d'Afrique de badminton 2025 à Douala.